# Gunniopsis divisa
Gunniopsis divisa är en isörtsväxtart som beskrevs av R.J. Chinnock. Gunniopsis divisa ingår i släktet Gunniopsis och familjen isörtsväxter. Inga underarter finns listade i Catalogue of Life.